# Union sportive madinet Chéraga
Ne pas confondre avec le JSM Chéraga, un autre club de la ville de Chéraga fondé en 1940.
Maillots
Dernière mise à jour : 29 avril 2020.
L'Union Sportive Madinet Chéraga (en arabe : الاتحاد الرياضي لمدينة شراقة), plus couramment abrégé en USM Chéraga ou encore en USMC, est un club algérien de football fondé en 1993 et basé à Chéraga dans la banlieue ouest d'Alger.
Le club évolue pour la saison 2014-2015 dans le championnat d'Algérie de 3e division, appelé Division Nationale Amateur.

## Identité du club

### Logo et couleurs
Depuis la fondation de l'Union Sportive Madinet Chéraga en 1993, ses couleurs sont toujours le Vert et le Jaune.

Ancien logo
Logo actuel.

## Structures du club

### Infrastructures
L'Union Sportive Madinet Chéraga joue ses matches a domicile dans le Stade Laamali de Chéraga.

### Rivalités
Le rival de l'Union Sportive Madinet Chéraga est l'autre club de Chéraga, la Jeunesse Sportive Madinet Chéraga.
Joueur Clé :
Toufik Moussaoui a joué au club entre 2012 et 2015 avant d’être transféré au Paradou AC, puis plus tard au Mouloudia.